# エドワード・ランスデール
エドワード・ギアリー・ランスデール（Edward Geary Lansdale, 1908年2月5日 - 1987年2月23日）は、アメリカの軍人、諜報員。アメリカ陸軍および空軍の将校として勤務したほか、戦略情報局(OSS)や中央情報局(CIA)のエージェントとして様々な秘密任務に従事した。最終階級は空軍少将。冷戦初期におけるアメリカの積極的行動の支持者の1人である。

## 若年期
1908年、ランスデールはミシガン州デトロイトにて母サラ・フランシス・フィリップスと父ヘンリー・ランスデールの元に4人兄弟の次男として生を受けた。彼はミシガン、ニューヨーク、カリフォルニアの学校に通った後、カリフォルニア大学ロサンゼルス校(UCLA)に入学した。UCLA卒業後は雑誌・新聞記事の執筆者として働き、ロサンゼルスやサンフランシスコに暮らした。

## 第二次世界大戦
第二次世界大戦中の1943年以降、ランスデールは陸軍少尉たる戦略情報局(OSS)の秘密工作官として諜報任務に従事し、昇進を重ねた。1945年、ランスデール少佐は西太平洋空軍司令部(Headquarters Air Forces Western Pacific)の情報部責任者に就任する。

## フィリピン
その後、1948年までフィリピン陸軍に出向し、陸軍情報部の再構築支援や戦争捕虜問題の処理などにあたった。また、こうした公的な任務の裏で旧日本軍がフィリピン各地に隠匿した黄金（山下財宝）の捜索および回収という秘密任務にも従事した。ランスデールによって回収された金塊は世界各地の銀行に送られ、CIAによる秘密活動の資金として流用された。1947年、アメリカ空軍が陸軍より独立すると、ランスデールは大尉として空軍に移籍し、まもなくして改めて少佐となる。1948年にフィリピンを離れると、コロラド州のローリー空軍基地内に設置された戦略情報学校(Strategic Intelligence School)で教官を務め、1949年には中佐となる。1950年、フィリピンにて共産ゲリラ組織フクバラハップと政府軍の戦闘が激化する中、エルピディオ・キリノ大統領は政府軍情報部への協力を行わせるべく、ランスデールをフィリピン合同米軍事顧問団(Joint United States Military Assistance Group, Philippines)の一員として派遣するように要請し、国防相ラモン・マグサイサイは再びフィリピンを訪れたランスデールを連絡将校に任命した。ランスデールとマグサイサイは親しい友人となり、マグサイサイはのちにランスデールの援助を得て大統領に就任している。

## ベトナム
1953年、ランスデールはジョン・W・オダニエル将軍率いる対仏軍事顧問団の一員としてインドシナに派遣され、ベトミンとの戦いに参加することとなる。1954年から1957年にかけて、彼はサイゴンに駐在し、サイゴン軍事作戦部(Saigon Military Mission, SMM)の部長を務めた。この間、彼はベトナム国軍(VNA)の訓練を指導した。また「自由の道」作戦の一環として、カトリックを奨励するプロパガンダを行ったり、北ベトナムのエージェントが南ベトナム内で攻撃を行っているという噂の流布を行った。1955年ベトナム国民投票の直前、ベトナム国首相ゴ・ディン・ジエムが元首バオ・ダイを解任し、また選挙の後にベトナム共和国の建国と自らの大統領就任を宣言した。ランスデールはジエムの顧問となり、親密な関係を築くことに成功する。また1955年選挙の投票結果はランスデールによって操作されていたとも言われている。

## 反カストロ作戦
1957年から1963年にかけて、ランスデールは国防総省のいくつかの部局に配属され、特殊作戦担当国防長官副補佐官(Deputy Assistant to the Secretary of Defence for Special Operations)、軍事援助に関する大統領委員会委員(Staff Member of the President's Committee on Military Assistance)、国防長官補佐官（Deputy Assistant to the Secretary of Defence)などの役職を務めた。1960年代初頭にはキューバに対する秘密作戦の展開に関与し、その中にはフィデル・カストロ暗殺計画も含まれており、これらはマングース作戦(Operation Mongoose)と呼ばれるCIAのカストロ打倒計画の一環であった。

## その後
1963年11月1日に空軍を退役する。1965年から1968年にかけて、彼はベトナムに戻りアメリカ大使館に勤務した。1972年には回顧録『In the Midst of Wars』を出版。1988年にはセシル・カレー(Cecil Currey)によるランスデールの伝記『The Unquiet American』が出版された。
1987年2月23日、心臓病により死去。

## ケネディ大統領暗殺事件への関与について
作家フレッチャー・プラウティは、ケネディ大統領暗殺事件直前に現場のテキサス教科書倉庫近くで目撃された複数の不審者（3人の浮浪者）の1人がランスデールであった可能性を疑っている。1991年の映画『JFK』ではプラウティの見解に基づき、この「ランスデールらしき人物」をモデルとしたY将軍（演：デイル・ダイ）なるキャラクターが登場する。